# Анхицератопс
Анхицератопс (лат. Anchiceratops) — род птицетазовых динозавров из семейства цератопсид, чьи окаменелые остатки найдены в слоях кампанского яруса верхнемеловой эпохи (72—71 млн лет назад) на территории провинции Альберта в Канаде. Анхицератопс был крупным, тяжёлым, четвероногим растительноядным животным с предположительной длиной 5—6 метров. На черепе находилось три рога — два крупных над глазами и один небольшой на носу. Воротник вытянутый, прямоугольной формы, по краям располагаются треугольные выросты. В общей сложности было обнаружено около десяти черепов этого рода.

## Описание
Как и другие цератопсы, анхицератопс был крупным четвероногим растительноядным животным с тремя рогами на морде, клювом, похожим на клюв попугая и большим воротником, образованным костями черепа. Как и у других хазмозавров, рога над глазами были больше рога над носом.
Анхицератопс был средним цератопсидом. Если не принимать во внимание образец NMC 8547, точные оценки размеров невозможны. В некоторых научно-популярных книгах указывается оценка длины до 6 метров. В 2010 году Грегори Скотт Пол оценил длину животного в 4,3 метра, а вес в 1,2 тонны основываясь на образце NMC 8547.
Воротник этого рода очень характерен. Он прямоугольной формы, по краю расположены крупные треугольные пластинки-остеодермы. Они больше и их текстура грубее, чем у других представителей семейства. Некоторые из остеодерм расположены на чешуйчатой кости, которая образует края воротника. В этих участках их число может колебаться от 5 до 9 (в зависимости от особи).
Опорами для туловища служили четыре крепкие ноги с тупыми копытцами. Сильным клювом анхицератопс обрывал листья низкорастущих растений, устрашая своим грозным видом всех вокруг.
Значение названия — «Близкий рогатой морде». Название указывает на черты сходства с хасмозавром.